# Diplomphalus
Diplomphalus is een geslacht van weekdieren uit de klasse van de Gastropoda (slakken).

## Soorten
- Diplomphalus cabriti (Gassies, 1863)
- Diplomphalus mariei (Crosse, 1867)
- Diplomphalus montrouzieri (Souverbie, 1858)
- Diplomphalus solidula Tryon, 1885
- Diplomphalus vaysseti (Marie, 1871)